# داگ‌هاوس رکوردز
داگ‌هاوس رکوردز (انگلیسی: Doghouse Records) یک ناشر موسیقی آمریکایی مستقر در نیویورک است که در سال ۱۹۸۷ تأسیس شده است.